# Thunderbolt (1929)
Thunderbolt é um filme norte-americano de 1929, do gênero policial, dirigido por Josef von Sternberg  e estrelado por George Bancroft e Fay Wray.

## Produção
Thunderbolt é o primeiro filme sonoro de von Sternberg. É também o quarto e último que ele realizou com George Bancroft (os outros são Underworld, The Drag Net e The Docks of New York), todos sobre gângsteres, todos sem nada a ver com a realidade. Ainda que não seja o melhor deles, Thunderbolt possui uma impressionante atmosfera, característica do diretor.
O filme deu a Bancroft sua primeira e única indicação ao Oscar da Academia.

## Sinopse
À espera da execução, o criminoso Thunderbolt trama a morte de Bob Morgan, um jovem que é o novo amor de Ritzy, sua ex-namorada. Apesar de inocente, Bob está preso na mesma penitenciária onde se encontra Thunderbolt!

## Premiações
| Patrocinador                                  | Prêmio | Categoria                     | Situação |
| --------------------------------------------- | ------ | ----------------------------- | -------- |
| Academia de Artes e Ciências Cinematográficas | Oscar  | Melhor Ator (George Bancroft) | Indicado |

## Elenco
| Ator/Atriz        | Personagem           |
| ----------------- | -------------------- |
| George Bancroft   | Thunderbolt Jim Lang |
| Fay Wray          | Ritzy                |
| Richard Arlen     | Bob Morgan           |
| Tully Marshall    | Carcereiro           |
| Eugenie Besserer  | Senhora Morgan       |
| James Spottswood  | Snapper O'Shea       |
| Fred Kohler       | Bad Al Friedberg     |
| Robert Elliott    | Capelão              |
| E. H. Calvert     | Promotor McKay       |
| George Irving     | Corwin               |
| Mike Donlin       | Kentucky Sampson     |
| S. S. Stewart     | Um condenado         |
| William L. Thorne | Inspetor             |